# Vinícius Rangel
Vinícius Rangel Costa (Cabo Frio, 26 maggio 2001) è un ciclista su strada brasiliano che corre per il team Swift Carbon Brasil, è professionista dal 2022.

## Palmarès

### Strada
- 2021 (Telcom-On Clima-Osés, quattro vittorie)

Classifica generale Vuelta a Cantabria
2ª tappa Vuelta a Salamanca (Ledrada > La Alberca)
3ª tappa Vuelta a Salamanca (Doñinos de Salamanca > Salamanca)
Classifica generale Vuelta a Salamanca
- 2022 (Movistar Team, tre vittorie)

Campionati brasiliani, Prova a cronometro Under-23
Campionati brasiliani, Prova in linea Under-23
Campionati brasiliani, Prova in linea Elite

#### Altri successi
- 2021 (Telcom-On Clima-Osés)

Classifica a punti Vuelta a Cantabria
Classifica giovani Vuelta a Cantabria
Classifica a punti Vuelta a Salamanca
Classifica giovani Vuelta a Salamanca

## Piazzamenti

### Competizioni mondiali
- Campionati del mondo

Innsbruck 2018 - In linea Junior: 30º
Yorkshire 2019 - In linea Junior: 48º
Fiandre 2021 - In linea Under-23: 9º
Wollongong 2022 - In linea Under-23: ritirato
Glasgow 2023 - In linea Under-23: ritirato
- Giochi olimpici

Parigi 2024 - In linea: 71º